# 立川6億円強奪事件
立川6億円強奪事件（たちかわろくおくえんごうだつじけん）とは、2011年（平成23年）5月に発生した現金強奪事件。

## 概要
2011年（平成23年）5月12日、東京都立川市柴崎町三丁目の警備会社日月警備保障立川営業所に2人組の男が押し入り、ソファで仮眠中の36歳男性警備員の手首を粘着テープで縛り、刃物や鉄パイプで脅して金庫室の暗証番号を聞き出し、同室内から現金が入った麻袋やかばん計70点を奪い逃走する事件が発生した。奪われた現金は郵便局株式会社がゆうちょ銀行から銀行代理店業務を、かんぽ生命保険から保険代理店業務を受託して郵便局の貯金・保険窓口での支払い用に使われる現金約6億円（正確には5億9953万1209円）であり、貴重品輸送警備として東京中央郵便局から受け入れて多摩地域の各郵便局に配送する目的で保管されていた。この強奪金額は2021年4月時点で国内犯罪史上最高額である。
日月警備保障は現金輸送部門の売上の大半は郵便局会社からの収入であったが、この事件を受けて郵便局会社との契約が同年6月に解除された。
7月15日に東京都公安委員会は日月警備保障に対し東京都内での営業を21日間停止する処分を決定した。また、この処分を受けて、同社は貴重品輸送警備業務から撤退する意向を示した。
警視庁は立川警察署に捜査本部を立ち上げて捜査。
防犯カメラの画像から現場周辺で車に乗って移動する男らの様子や現場に近い八王子市内のコンビニエンスストアで、犯行に使われた粘着テープなどを購入していた記録が出てきたことで2人の実行犯が浮上し、6月上旬に暴力団関係者の実行犯2人が逮捕。また犯人達は本人名義ではない携帯電話を使い分けていたが携帯電話の通話履歴から、暴力団を背景とした組織的犯行の可能性が強まり、計23人が強盗致傷罪等で逮捕・起訴された。
奪われた現金は約2億4千万円が逮捕者から回収されたが、残り約3億6千万円が未回収である。

## 裁判経過
裁判ではそれぞれ起訴内容を認めている被告人と否認している被告人がいるため、別々に裁判が行われている。強盗致傷罪で起訴された被告については裁判員裁判で審理されている。
2012年4月26日に東京地方裁判所でリーダー格の1人に懲役20年の有罪判決が出た。

## その他
この事件では日月警備保障に対して以下の不備が明らかになった。
- 日月警備保障立川営業所の窓の鍵は半年以上前から壊れているのを放置していたこと
- 不審者の出入りを感知する警報センサーはスイッチが切られていたこと
- 本社に通じる警報の非常ボタンもあったが使用されなかったこと
- 警備業法施行規則で定められている新任教育の教育時間を守っていなかったこと
- 虚偽の帳簿を作成して隠蔽を計ったこと

また、日月警備保障については2004年には多摩地区を移送中に約1億5000万円が、2008年には杉並区で現金輸送車から6900万円が、それぞれ盗まれる事件も起きていた。